# Micrelaps tchernovi
Espèce
Micrelaps tchernovi est une espèce de serpents de la famille des Lamprophiidae. 

## Répartition
Cette espèce se rencontre en Israël et en Jordanie.

## Description
La femelle holotype mesure 558 mm de longueur totale de 530 mm de longueur standard et 28 mm de queue. C'est un serpent venimeux.

## Étymologie
Cette espèce est nommée en l'honneur d'Eitan Tchernov (d) (1935-2002), zoologiste et paléontologue israélien.

## Publication originale
- Werner, Babocsay, Carmely & Thuna 2006 : « Micrelaps in the southern Levant: variation, sexual dimorphism, and a new species (Serpentes: Atractaspididae) ». Zoology in the Middle East, vol. 38, p. 29-48.